# Хутуби
Хутуби́ (кит. упр. 呼图壁县, пиньинь Hūtúbì xiàn, уйг.  قۇتۇبى ناھىيىسى‎, Kutubi Nahiyisi) — уезд Чанцзи-Хуэйского автономного округа Синьцзян-Уйгурского автономного района Китая. Назван по протекающей здесь реке.

## История
Во времена империи Хань здесь располагалось княжество западное Цэми (西且彌), князь жил в Большой долине (大谷) на восточной стороне гор. Население: 332 семейства, 1926 человека, 738 строевых воинов. Китайская администрация: наместник с титулом Сицэми-хоу (西且彌侯) и четыре офицера.
В 1755 году здесь был создан военный пост. В 1773 году был создан уезд Чанцзи, и эти земли вошли в его состав.
В 1918 году уезд Хутуби был выделен из уезда Чанцзи в отдельную административную единицу, подчинённую Урумчи. В 1947 году он был переименован в уезд Цзинхуа (景化县) и передан в состав Специального района Урумчи, но в 1954 году ему было возвращено прежнее название. В 1958 году вошёл в состав Чанцзи-Хуэйского автономного округа.

## Административное деление
Уезд Хутуби делится на 6 посёлков и 1 национальные волости.

## Экономика
Хутуби является крупным производителем хлопка. В промышленном парке уезда Хутуби работает несколько десятков текстильных и швейных фабрик, выпускающих пряжу, ткани и готовую одежду. Также в уезде расположены крупнейшие в Китае резервуары для хранения природного газа компании PetroChina (более 10 млрд кубометров).